# منشية الأوقاف (الغربية)
منشية الأوقاف إحدى قرى مركز طنطا التابع لمحافظة الغربية بجمهورية مصر العربية.

## التاريخ
تكونت القرية في سنة 1921 باسم منشية الأوقاف السلطانية، صدر قرار وزارة المالية رقم 136 في 20 ديسمبر 1936 بتكوين زمام خاص للقرية من أراضي الرجدية وسبرباي وتغير اسمها لمنشية الأوقاف الملكية. سقطت الملكية من اسم القرية في تعداد 1960.

## التعليم
تصل نسبة الأمية في القرية إلى 47.75% بين من تجاوزوا العاشرة من عمرهم، بينما تصل نسبة من حصلوا على تعليم جامعي إلى 1.91% من جملة السكان.

## السكان
بلغ عدد سكان منشية الأوقاف 8254 نسمة حسب تقدير عام 2018.
| السنة  | 1947 | 1960 | 1976 | 1986 | 1996 | 2006  | 2018 |
| ------ | ---- | ---- | ---- | ---- | ---- | ----- | ---- |
| القرية | 1636 | 2478 | 3567 | 5482 | 5386 | 6,272 | 8254 |